# Stanisław Glinka
Stanisław Glinka, ps. Wrzos, Adam (ur. 1 listopada 1921 w Oleśnie, zm. ?) – członek Bojowej Organizacji Ludowej, partyzant Gwardii i Armii Ludowej, oficer Milicji Obywatelskiej i ludowego Wojska Polskiego, członek ORMO.

## Biografia
Urodził się w wielodzietnej rodzinie Andrzeja i Anieli. Przed wojną mieszkał w Mikołowie.
W czasie wojny trafił na Lubelszczyznę, gdzie był nauczycielem tajnego nauczania (w Parczewie), wstąpił do organizowanej przez Kazimierza Sidora ps. Kruk Bojowej Organizacji Ludowej, wraz z którą w 1942 wstąpił do Gwardii Ludowej. W 1944 uzyskał awans na stopień oficerski. Pełnił funkcję kronikarza w Brygadzie AL im. Hołoda oraz tłumacza z języka niemieckiego przy dowództwie Obwodu II. Brał udział w bitwie pod Rąblowem, gdzie został mianowany łącznikiem między sztabem zgrupowania a odcinkami obrony.
Po wojnie znalazł się w wojsku, został pisarzem historycznym.

## Awanse
- podporucznik – maj 1944
- major – krótko po wojnie[4]
- pułkownik – po wojnie[5]

## Ordery i odznaczenia
- Order Krzyża Grunwaldu III klasy
- Krzyż Kawalerski Orderu Odrodzenia Polski (4 października 1946)[4]
- Krzyż Partyzancki
- Medal Zwycięstwa i Wolności 1945

## Publikacje
- Burza majowa
- Cierpienie i walka narodu polskiego 1939–1945 (współautor)
- Chłopiec z białki